# 314 Rosalia
314 Rosalia је астероид главног астероидног појаса са пречником од приближно 59,65 km.
Афел астероида је на удаљености од 3,712 астрономских јединица (АЈ) од Сунца, а перихел на 2,588 АЈ.
Ексцентрицитет орбите износи 0,178, инклинација (нагиб) орбите у односу на раван еклиптике 12,564 степени, а орбитални период износи 2042,529 дана (5,592 година).
Апсолутна магнитуда астероида је 9,50 а геометријски албедо 0,078.
Астероид је откривен 1. септембра 1891. године.